# Duel boven MiG Alley
Duel boven MiG Alley is het tweede album uit de stripreeks Buck Danny Classic, een spin-off van Buck Danny. Het verhaal werd geschreven door Frédéric Zumbiehl en getekend door Jean-Michel Arroyo.  
Het verhaal werd voorgepubliceerd het stripblad Spirou in 2014 van de nummers 3990 tot 3999 en verscheen datzelfde jaar nog in het Frans in albumvorm. In 2015 verscheen het album ook in het Nederlands. 
Dit tweede deel van een tweeluik dat voorafgegaan werd door Sabres boven Korea en speelt zich af ten tijde van de Koreaanse Oorlog. 

## Het verhaal
Buck Danny en zijn team vliegen met Panthers en worden dan door de Russische MiG's belaagde en leiden zware verliezen. Ook het vliegtuig van Buck wordt neergehaald en hij beland met zijn parachute in de zee. Kolonel Korsakov daagt Buck uit voor een luchtduel tussen zijn MiG en Danny's Sabre. Tumbler besluit voor hulp naar Taiwan te gaan, waar hun oude vriend uit de Tweede Wereldoorlog, Tao, veel macht heeft nu. Het zit Danny vervolgens echt mee als de Noord-Koreaan No-Kum-Sok overloopt naar Zuid-Korea en met een MiG op de basis van Danny landt. Kort daarop wordt Sonny Tuckson ontvoerd door de Russen. 
Terwijl Buck zijn luchtduel met Korsakov beslecht en hem uiteindelijk in een val lokt waardoor zijn vliegtuig crasht gaat Tumbler met een vliegtuigje op zoek naar Tuckson die met een trein wordt weggevoerd. Hij slaagt erin te landen op de trein en met behulp van Tao kunnen ze ontsnappen. Tao en zijn helper Chen klampen zich aan het vliegtuig vast dat weg vlucht en al snel onder vuur genomen wordt door gealarmeerde MiG's. Chen verliest veel bloed en offert zichzelf op door te springen. Ze worden in extremis gered door de Sabres en ook Buck vervoegt hen nog. 